# Астана (колоездачен отбор)
„Астана“ е професионален колоездачен отбор от Астана – столицата на Казахстан.
Финансира се от финансовата група „Астана“, която е сдружение от казахстански държавни компании.
Отборът е основан през 2007 г. с името на казахстанската столица. Малко след основаването гръмва допинг скандал, който включва звездата на отбора Александър Винокуров и води до смяна на цялото ръководство на „Астана“ през 2008 г.
През 2009 г. отборът изпада в тежко финансово затруднение. Звездите на отбора през сезон 2009 са Ланс Армстронг, Алберто Контадор и завърналият се след наказание Винокуров.